# Eiderstedt

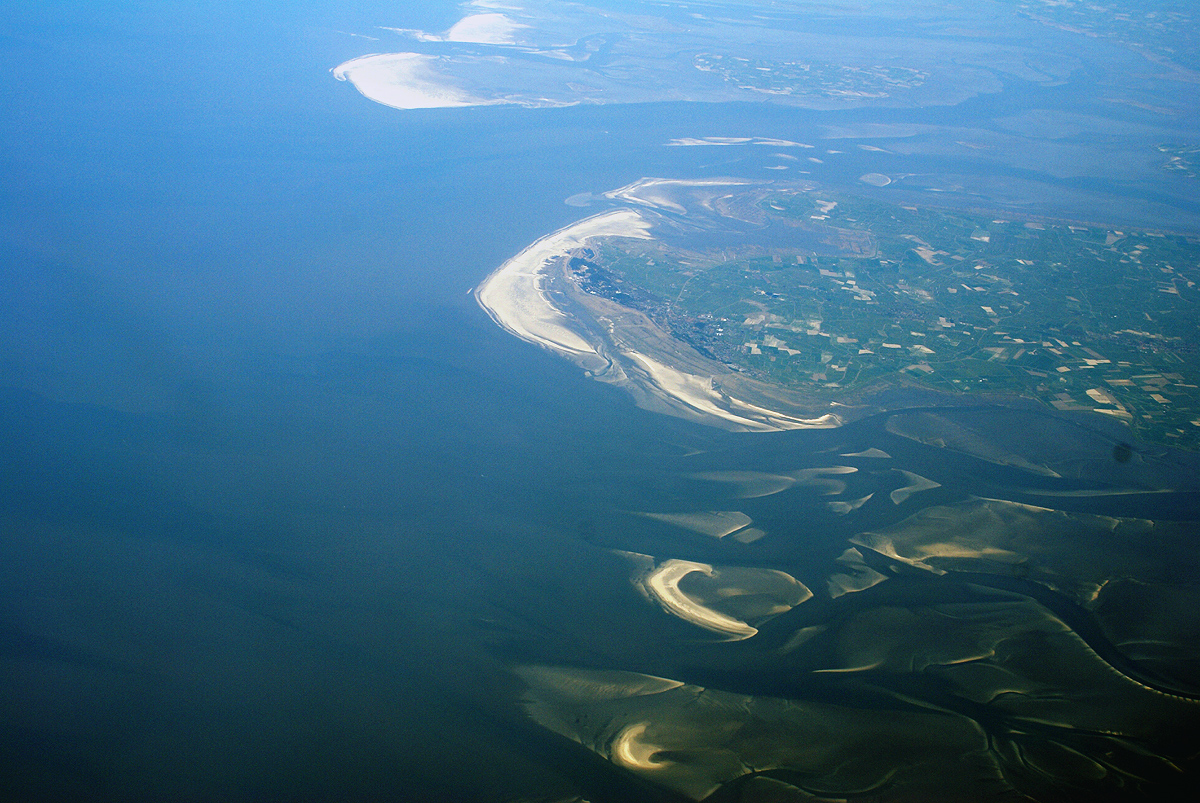
Satellietfoto van Eiderstedt

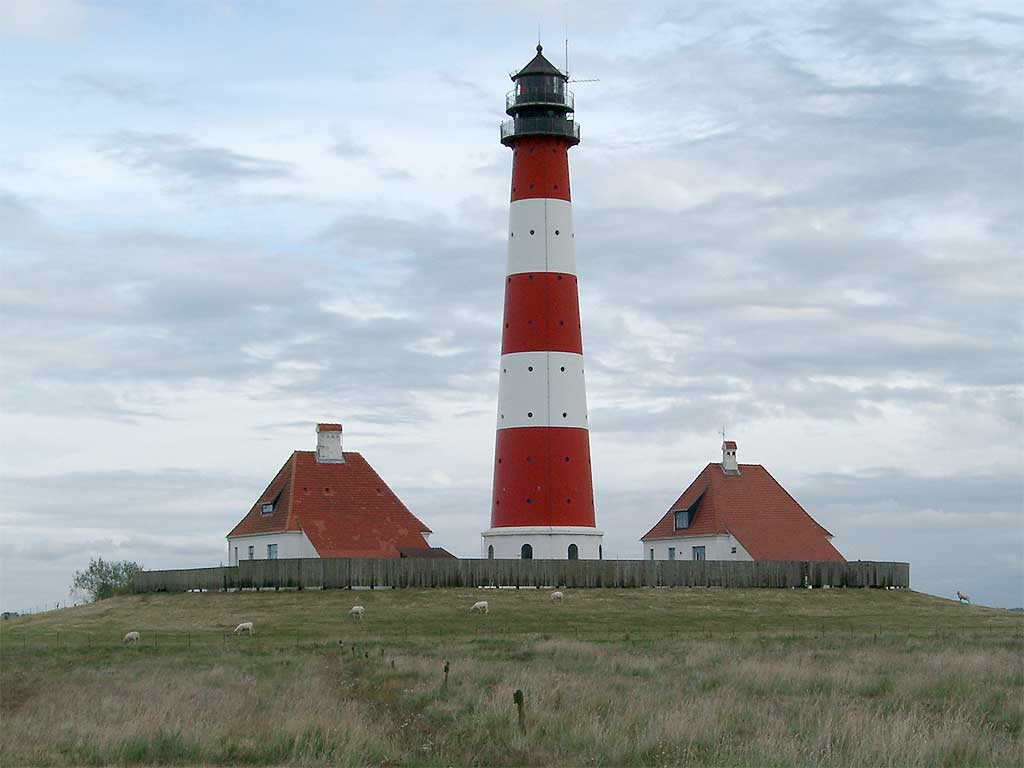
Vuurtoren Westerheversand

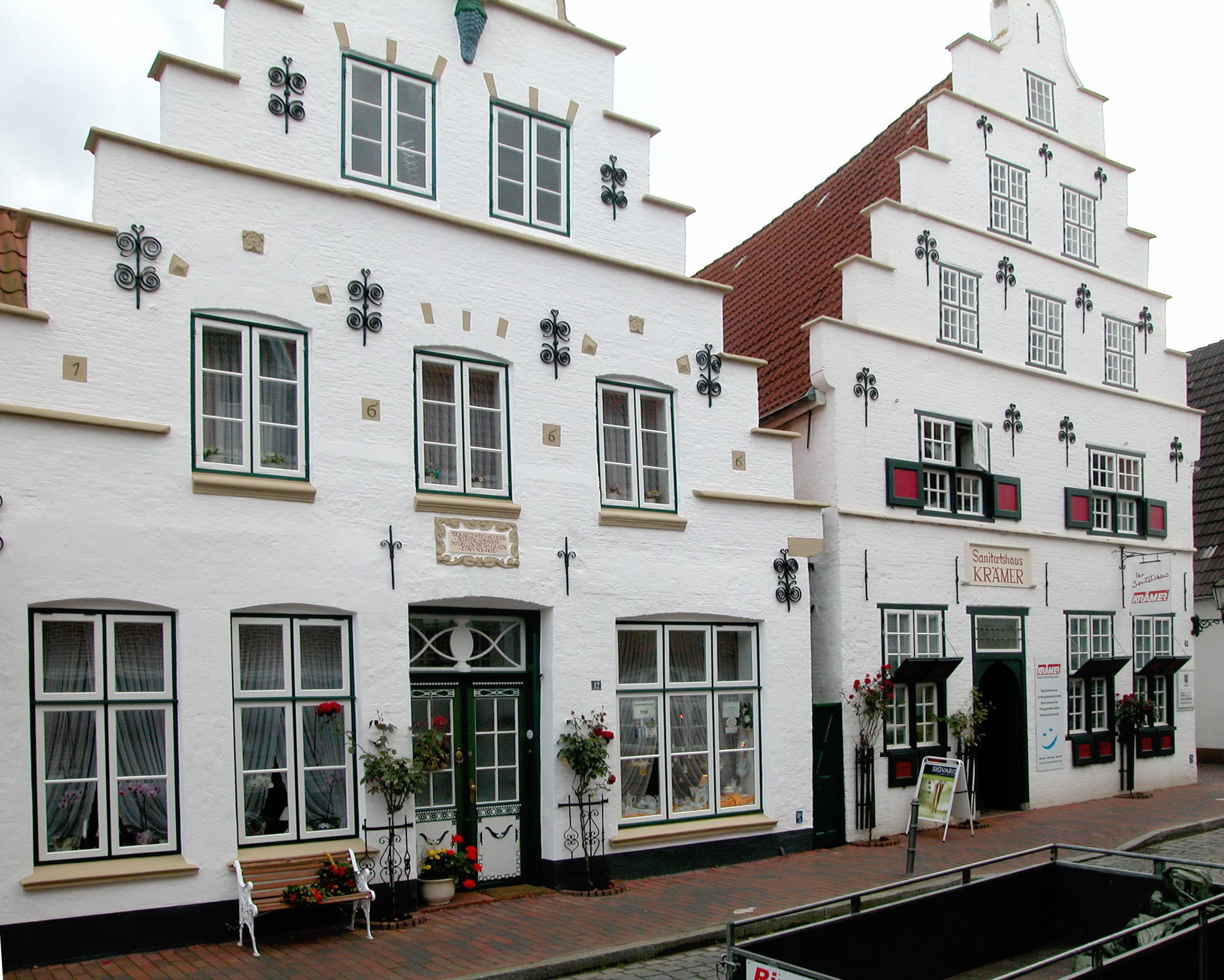
17e-eeuwse huizen in Tönning

Eiderstedt (Fries: Ääderstää, Deens: Ejdersted) is een schiereiland aan de Waddenzee, in het Duitse district (Kreis) Noord-Friesland. Het schiereiland is vernoemd naar de Eider, een rivier die aan de zuidkant van Eiderstedt in de Waddenzee uitmondt. Eiderstedt is ongeveer 30 kilometer lang en 15 kilometer breed.
Het schiereiland ontstond door de omdijking en inpoldering van de voormalige eilanden Eierstedt, Utholm en Evershop. Het gebied werd oorspronkelijk Dreilande ("Drielanden") genoemd naar deze drie eilandjes.
Sankt Peter-Ording is een populaire badplaats aan het westelijke uiteinde van Eiderstedt met ongeveer 4.000 inwoners. Tönning, een badplaats en havenstadje met ongeveer 5.000 inwoners, ligt aan de monding van de Eider, in het uiterste zuidoosten van Eiderstedt.
De vuurtoren van Westerhever (Leuchtturm Westerheversand) is een bekend symbool van Eiderstedt en tevens een van de bekendste vuurtorens van Duitsland. De vuurtoren werd afgebeeld op een Duitse postzegel in 2005.
Het schiereiland was vanaf de 14e eeuw onderdeel van het hertogdom Sleeswijk. In 1864 werd Sleeswijk, waaronder ook Eierstedt, deel van Pruisen. Het onafhankelijke district Eiderstedt fuseerde met Husum en Südtondern in 1970 om het district Noord-Friesland te vormen.
Een 44 kilometer lange spoorlijn (de Eiderstedter Strecke) loopt over het schiereiland, van Husum naar Tönning en verder naar Sankt Peter-Ording. Ook de autoweg Bundesstraße 202 loopt over Eiderstedt.

## Gemeenten en plaatsen op Eiderstedt
Het Amt Eiderstedt, het samenwerkingsverband (Amt) van gemeenten en plaatsen op Eiderstedt, bestaat uit:
1. Garding (2.528 inwoners)
2. Garding, Kirchspiel (311)
3. Grothusenkoog (22)
4. Katharinenheerd (185)
5. Kotzenbüll (247)
6. Norderfriedrichskoog (34)
7. Oldenswort (1.326)
8. Osterhever (252)
9. Poppenbüll (205)
10. Sankt Peter-Ording (4.174)
11. Tating (975)
12. Tetenbüll (639)
13. Tümlauer-Koog (112)
14. Vollerwiek (221)
15. Welt (223)
16. Westerhever (125)

Tönning maakt niet deel uit van het Amt.